# Hemidactylus vietnamensis
Hemidactylus vietnamensis este o specie de șopârle din genul Hemidactylus, familia Gekkonidae, descrisă de Darevsky, Kupriyanova și Roshchin 1984. Conform Catalogue of Life specia Hemidactylus vietnamensis nu are subspecii cunoscute.